# Années 1510
Les années 1510 couvrent la période de 1510 à 1519.

## Évènements
- 1508-1513 : guerre de la Ligue de Cambrai[1].
- 1509-1529 : prospérité du royaume de Vijayanâgara en Inde sous le règne de Krishna Deva Raya[2].
- 1510 : les Portugais prennent Goa qui devient la capitale de l'Inde portugaise en 1515. Ils s’installent à Ceylan en 1518[3].
- 1511 :
  - concile schismatique de Pise[4].
  - les Portugais prennent Malacca[5].
- 1512 :
  - Afrique : le chef peul Tenguella, de la tribu des Yalalbé, venant du Termès, s’installe dans le royaume de Diarra et entre en conflit avec l’Askia Mohammed. Il est tué[6]. Après sa mort, son fils Koli Tenguella fonde la dynastie Denianké.
  - Ferdinand II d'Aragon s'empare de la Haute-Navarre[7].
  - les Portugais atteignent les îles Banda et les Moluques[8].
- 1512-1517 : cinquième concile du Latran[4].
- 1512-1520 : guerre de la Russie contre la Pologne et la Lituanie. Prise de Smolensk (1514)[9].

- 1513 :

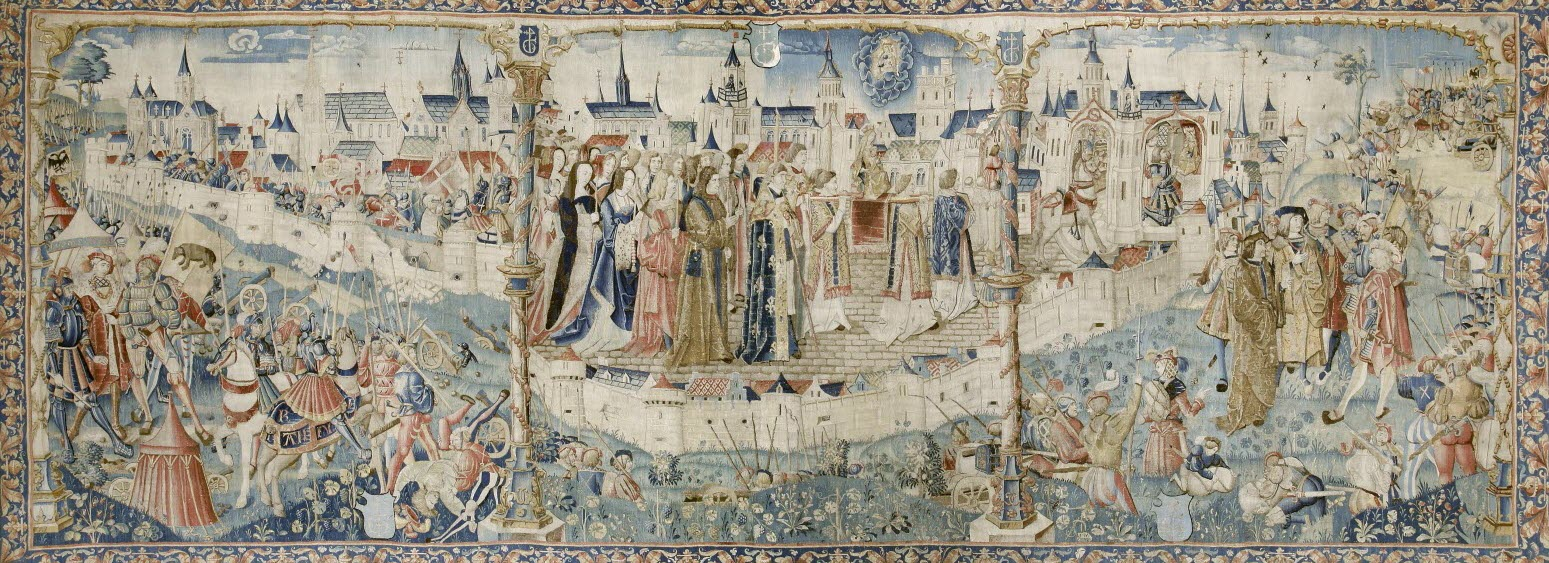
Le Siège de Dijon par les Suisses en 1513

  - bataille de Novare ; bataille de Guinegatte ; bataille de Flodden Field ; siège de Dijon par les Suisses[10].
  - Vasco Núñez de Balboa est le premier européen à voir l'océan Pacifique après avoir traversé l'isthme de Panama[8].
  - découverte des Mascareignes par les Portugais en route pour les Indes[11].
  - l'Espagnol Ponce de León, envoyé par Nicolás de Ovando conquérir les îles Bimini (Bahamas) atteint la Floride qu’il revendique pour l’Espagne et explore du cap Canaveral jusqu’à peut-être Pensacola. Il se heurte à des indigènes particulièrement combatifs et doit quitter précipitamment le pays[12]. Il atteint peut être le Yucatán au retour[13]. Il se rend en Espagne en 1514 et y reçoit du roi le titre d’adelentado lui assurant le fruit de ses futures conquêtes[14].
- Vers 1513 : fondation de Massenya, capitale du royaume du Baguirmi par Berni-Bessé[15].
- 1514 : 
  - bataille de Tchaldiran. Les Ottomans contrôlent l'est de l'Anatolie[16].
  - jacquerie de György Dózsa en Hongrie[17].
- 1515-1516 : cinquième guerre d’Italie. Reprise du Milanais par François Ier après la bataille de Marignan. Paix perpétuelle entre la France et les cantons suisses au traité de Fribourg[10].
- 1515 : 
  - révolte des paysans slovènes de Carinthie, Carniole et Styrie écrasés par l'armée des nobles à Vuzenica et à Celje[18].
  - le Portugais contrôlent Ormuz[5].
- 1516-1517 : l'empire ottoman annexe l'Égypte mamelouk[16].
- 1516 : concordat de Bologne[4].
- 1517 : 95 thèses. Début de la Réforme de Martin Luther[4].
- À partir de 1517 : augmentation des installations de Juifs en terre d’Israël (yishuv). Ils viennent directement de la péninsule ibérique, plus souvent de Salonique, de Constantinople ou d’Izmir[19].
- 1519 : Charles Quint empereur du Saint-Empire romain germanique[8].
- 1519-1521 : conquête de l'Empire aztèque[8].

## Personnages significatifs
- Albert de Brandebourg
- Afonso de Albuquerque
- Arudj et Khayr ad-Din Barberousse
- Askia Mohammed
- Bâbur
- Pierre Terrail de Bayard
- Bona Sforza
- Charles Quint
- Francisco Jiménez de Cisneros
- Claude de France
- Hernán Cortés
- Henri VIII d'Angleterre
- György Dózsa
- Christian II de Danemark
- Juan Díaz de Solís
- Ismaïl
- Jules II
- Érard de La Marck
- Ferdinand II d'Aragon
- François Ier
- Krishna Deva Râya
- La Palice
- Louis XII de France
- Bartolomé de Las Casas
- Marguerite d'Autriche
- Martin Luther
- Maximilien Ier
- Antonio de Montesinos
- Pedro Navarro
- Vasco Núñez de Balboa,
- Selim Ier
- Maximilien Sforza
- Sigismond de Pologne
- Sten Sture le Jeune
- Juan Ponce de León
- Diego Velázquez de Cuéllar
- Vassili III
- Thomas Wolsey